# Liste der Monuments historiques in Pédernec
Die Liste der Monuments historiques in Pédernec führt die Monuments historiques in der französischen Gemeinde Pédernec auf.

## Liste der Bauwerke
| Bezeichnung                   | Beschreibung                          | Standort                 | Kennzeichnung | Schutzstatus | Datum | Bild           |
| ----------------------------- | ------------------------------------- | ------------------------ | ------------- | ------------ | ----- | -------------- |
| Kirche St-Pierre              | Erbaut im 16./17. Jahrhundert         | Place de l’Eglise (Lage) | PA00089368    | Inscrit      | 1970  | weitere Bilder |
| Kapelle Notre-Dame de Lorette | Erbaut im 17. Jahrhundert             | Rue de Lorette (Lage)    | PA00089366    | Inscrit      | 1928  | weitere Bilder |
| Archäologische Ausgrabungen   |                                       | (Lage)                   | PA00089371    | Classé       | 1958  |                |
| Menhir von Minhir             | Neolithikum                           | Min-Hir (Lage)           | PA00089370    | Classé       | 1889  | weitere Bilder |
| Manoir de Kermathéman Braz    | Herrenhaus, erbaut im 16. Jahrhundert | (Lage)                   | PA00089369    | Classé       | 2005  | weitere Bilder |
| Kapelle St-Hervé in Ménez-Bré | Erbaut im 17. Jahrhundert             | (Lage)                   | PA00089367    | Classé       | 1962  | weitere Bilder |

## Liste der Objekte

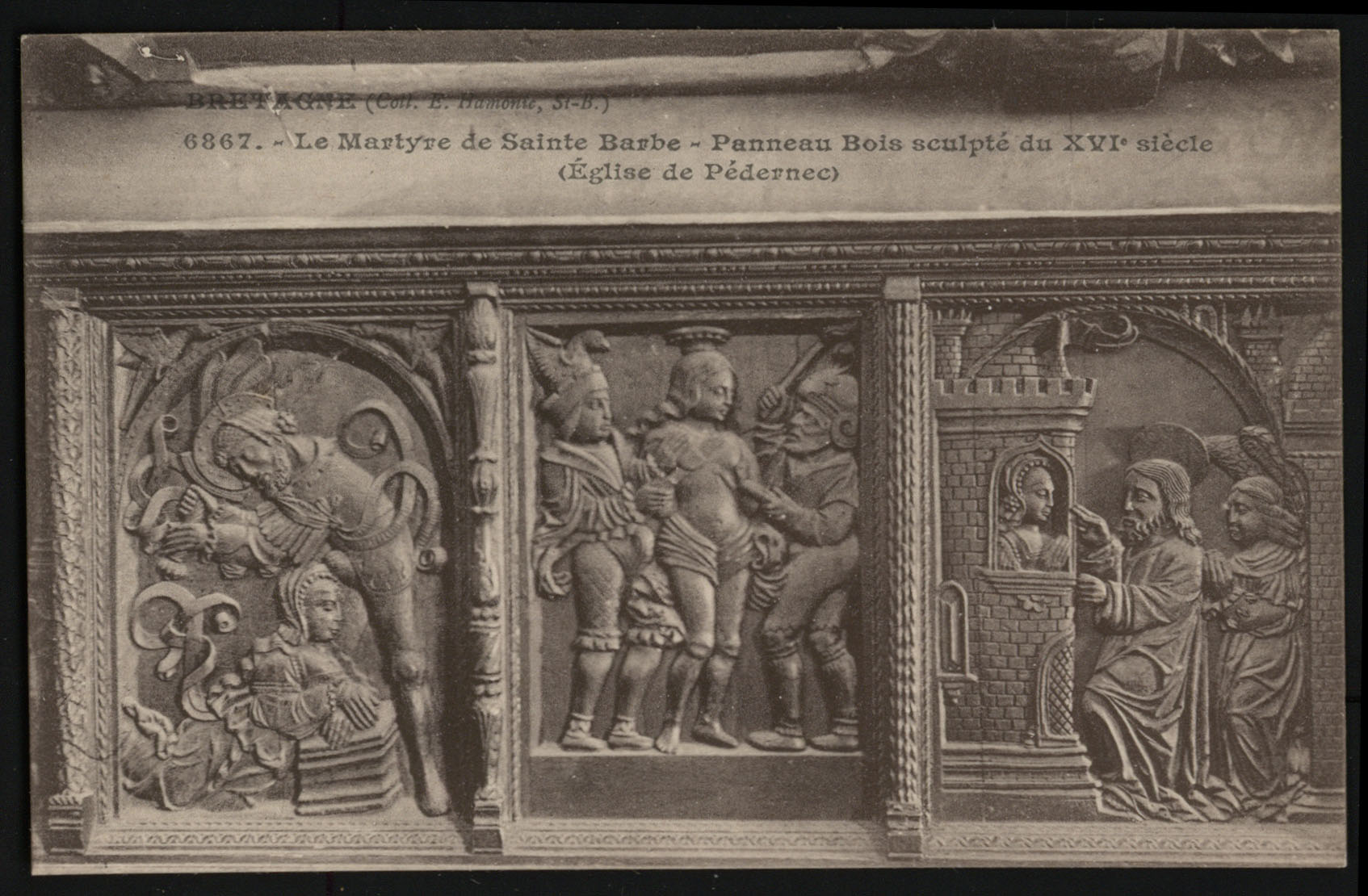
Bas-Relief in der Kirche St-Pierre: Das Martyrium der heiligen Barbara (16. Jahrhundert)

- Monuments historiques (Objekte) in Pédernec in der Base Palissy des französischen Kultusministeriums